# Benson Kipruto
Benson Kipruto (Tolitet, 17 de março de 1991) é um fundista queniano, medalhista olímpico da maratona e vencedor das maratonas de Boston, Chicago e Tóquio. 
Conquistou a medalha de bronze na maratona dos Jogos de Paris 2024 com a marca de 2:07:00. Também é campeão de três maratonas integrantes da World Marathon Majors: Maratona de Boston 2021, Maratona de Chicago 2022 e Maratona de Tóquio 2024, que venceu estabelecendo o novo recorde do percurso e sua melhor marca pessoal, 2:02:16.